# José Maria Antunes Ramos
José Maria Antunes Ramos (Lages, 5 de maio de 1864 — Rio do Sul, 3 de agosto de 1927) foi um agropecuarista e político brasileiro.
Filho de José Antunes Lima e de Maria Gertrudes de Moura Ramos Lima.
Filiado ao Partido Conservador, foi deputado à Assembleia Legislativa Provincial de Santa Catarina na 26ª legislatura (1886 — 1887).